# هكتور ساندوفال
هكتور ساندوفال (بالإنجليزية: Hector Sandoval)‏ هو فنان قتال مختلط أمريكي، ولد في 19 يوليو 1986 في أوروابان في المكسيك.

## وصلات خارجية
- هكتور ساندوفال على موقع يو إف سي (الإنجليزية)
- هكتور ساندوفال على موقع شيردوغ (الإنجليزية)
- هكتور ساندوفال على موقع IMDb (الإنجليزية)